# Сян Ин
Сян Ин (кит. упр. 项英, пиньинь Xiàng Yīng; 1895(?) — 8 января 1941) — видный деятель Коммунистической партии Китая, один из создателей китайской Красной армии, заместитель командующего Новой 4-й армией.

## Биография
Родился в уезде Цзянся. В 1920 организовал забастовку фабричных рабочих. В 1923 принимал участие в большой забастовке пекинских железнодорожников. В 1925 принял участие в руководстве «Движения 30 мая» в Шанхае.
В 1922 вступил в Коммунистическую партию Китая. В 1924 вошёл в ЦК КПК, стал секретарём ЦК. В 1926 тайно вернулся в Ухань, участвует в партийной и профсоюзной работе. Организует уханьских рабочих на поддержку Северного похода. На VI съезде КПК в 1928 избран в Политбюро ЦК КПК. В ноябре 1931 на I Всекитайском съезде представителей советских районов в Жуйцзине (юго-восточная Цзянси) избран заместителем председателя ЦИК Китайской Советской Республики. Фактическим руководил Центральным бюро ЦК КПК, отстранив от военно-оперативной работы в войсках Мао Цзэдуна.
В 1934-37, после оставления Китайской Красной армией Центрального Советского района, командовал партизанским отрядами КПК в провинциях Цзянси, Фуцзянь и Гуандун. Секретарь Юго-Восточного бюро ЦК КПК с декабря 1937.
После начала войны с Японией, в сентябре 1937 г., на встрече с губернатором провинции Цзянси Сюн Шихуэем было достигнуто соглашение о прекращении военных действий между КПК и Гоминьданом в Центральном Китае. С января 1938 заместитель командующего Новой 4-й армии, организованной на основе партизанских отрядов Центрального и Южного Китая (командир Е Тин). Погиб во время нападения гоминьдановцев на штабную колонну Новой 4-й армии на юге провинции Аньхой.

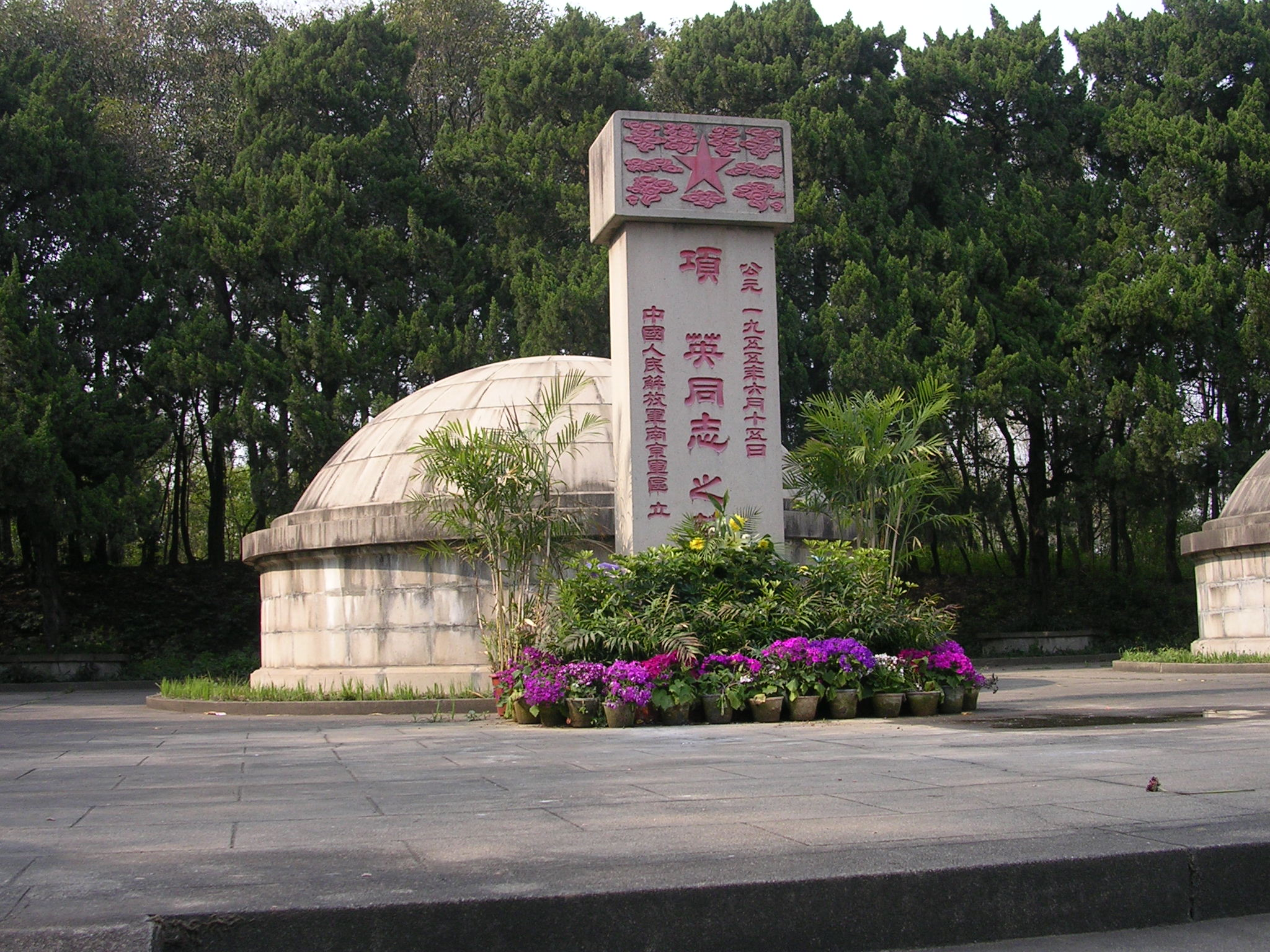
Могила Сян Ина